# Thierry Ndikumwenayo
Thierry Ndikumwenayo   (Kinama, 26 de març de 1997) és un esportista burundès que competeix en atletisme, especialista en les curses de fons i de camp a través. Va néixer a Burundi però resideix al País Valencià i competeix internacionalment amb ciutadania espanyola des del 2023.
Actualment té el rècord espanyol de 10.000m, amb una marca de 7:25.93 minuts.
A nivell juvenil, va obtenir una medalla de plata als Jocs Olímpics d'Estiu de la Joventut de 2014, a Nanquín, a la carrera de 3.000 m. Més endavant, va guanyar una medalla d'or als Jocs Europeus de Cracòvia 2023 (5.000 m) i una medalla de bronze al Campionat d'Europa d'atletisme de 2024 (10.000 m).

## Trajectòria
Ndikwemenayo va començar a destacar a partir dels Jocs Olímpics d'Estiu de la Joventut de 2014, on va obtenir la medalla de plata als 3.000 metres representant el seu país de naixement, Burundi. El 2019 va participar al Campionat del Món d'atletisme, i al Campionat del Món de camp a través on va quedar novè.
El 9 de novembre de 2022 va obtenir la ciutadania espanyola després de set anys competint-hi, cinc d'ells amb el Club d'Atletisme Platges de Castelló. El 2023, en el seu debut com a internacional espanyol, va aconseguir la medalla d'or a la prova de 5.000 m dels Jocs Europeus a Cracòvia. L'abril del 2024 va batre el rècord d'Espanya de 5 km en ruta. Al Campionat d'Europa va obtenir la cinquena plaça als 5.000 m i la medalla de bronze als 10.000 m, amb un temps de 28:00,96, quedant per darrere del suís Dominic Lobalu i del francès Yann Schrub.
Mesos després, va competir en ambdues distàncies a les proves d'atletisme dels Jocs Olímpics de París 2024. En la distància de 5.000 m va ser 15è; mentre que en els 10.000 m va finalitzar el 9è, assolint un nou rècord nacional.

## Marques personals
| Disciplina | Marca       | Seu    | Data               |
| ---------- | ----------- | ------ | ------------------ |
| 5.000m     | 12:48.10    | Oslo   | 30 de maig de 2024 |
| 10.000m    | 26:49.49 NR | París  | 2 d'agost de 2024  |
| 3.000m     | 7:25.93 NR  | Mònaco | 10 d'agost de 2022 |

## Trajectòria professional
| Jocs Olímpics      | Jocs Olímpics | Jocs Olímpics         | Jocs Olímpics |
| Any                | Lloc          | Posició               | Prova         |
| ------------------ | ------------- | --------------------- | ------------- |
| 2024               | París         | 15a posició           | 5.000m        |
| 2024               | París         | 9a posició            | 10.000m       |
| Campionat del Món  |               |                       |               |
| 2019               | Doha          | DNF                   | 10.000m       |
| 2023               | Budapest      | 9a posició (1a ronda) | 5.000m        |
| Campionat d'Europa |               |                       |               |
| 2024               | Roma          | 5a posició            | 5.000m        |
| 2024               | Roma          | 3                     | 10.000m       |